# Juprelle
Juprelle (en való Djouprele) és un municipi belga de la província de Lieja a la regió valona. Es troba enmig del camí de Lieja a Tongeren i manté el seu entorn rural malgrat la proximitat amb l'aglomeració de Lieja.

## Seccions
Fexhe-Slins, Juprelle, Lantin, Paifve, Slins, Villers-Saint-Siméon, Voroux-lez-Liers i Wihogne (Nudorp).